# 주니치 드래곤즈
주니치 드래곤즈(일본어: 中日ドラゴンズ 주니치도라곤즈[*], 영어: Chunichi Dragons)는 일본의 프로 야구 구단으로, 센트럴 리그 소속이다. 아이치현 나고야시를 연고지로 하며, 홈구장으로는 주니치 구장(현재의 나고야 구장)을 사용하다가 1997년부터 나고야 돔을 사용하고 있다.
1954년 이후로 일본 시리즈에 9번 출전하였고, 2007년 일본 시리즈 우승에 성공했다. 로스앤젤레스 다저스와 LG 트윈스의 자매구단이다.

## 구단의 역사

### 단일 리그 시대
리그 연맹이 나고야를 방문했을 때 신아이치 신문사의 다나카 히토시가 요미우리의 쇼리키 마쓰타로로부터 나고야 지역의 프로 야구팀 구단 결성을 요청받은 것을 계기로 1936년 1월 15일, 나고야 지역의 신아이치 신문사를 모기업으로 하여 고노 아쓰시를 총감독(GM)으로, 이케다 유타카를 감독으로 한 나고야군(名古屋軍)을 결성하였다. 메이지 대학의 나카네 스스무, 미국인 포수인 벅키 해리스, 내야수 하가 나오카즈, 일본계 미국인 다카하시 요시오, 주장 마스 가이치, 슬로우 볼러인 모리이 시게루 등이 초기 멤버이다. 비슷한 시기에 신아이치 신문사의 산하였던 국민 신문에서도 대도쿄군(大東京軍)을 결성하였다. 당초에는 쇼리키 마쓰타로와는 다르게 독자적인 일본 야구 연맹을 조직하여 각지에 같은 구단을 4개 결성하고 그 아래에는 MLB의 마이너 리그 베이스볼에 상당하는 하부 리그를 구성하려는 계획을 가지고 있었으나, 결국 계획은 실행되지 않고 나고야군과 대도쿄군 만이 일본 직업 야구 연맹에 가입하게 되었다. 당초의 구단명은 나고야군의 경우 주식회사 대일본 야구 연맹 나고야 협회(株式会社大日本野球連盟名古屋協会)였으며, 대도쿄군은 주식회사 대일본 야구 연맹 도쿄 협회(株式会社大日本野球連盟東京協会)였고, 이를 통해 독자적으로 구성하고자했던 일본 야구 연맹 구상의 자취를 엿볼 수 있다.
1937년, 초대 총감독이던 고노 아쓰시가 구단을 떠나 이글스를 결성하면서 초대 멤버 중 일부였던 나카네, 해리스, 다카하시 등이 뒤를 따라 팀을 떠났으며 이런 혼란을 싫어한 초대 감독 이케다 유타카마저 사임하였고 주장이었던 마스 가이치가 감독직을 승계했다. 팀의 주력이었던 선수들이 팀을 이탈하면서 전력이 급격히 떨어져 이후 침체기를 걷게 되었다. 이후 지속적으로 선수 부족 현상이 일어났음에도 불구하고 오사와 기요시, 니시자와 미치오, 마쓰오 고조, 무라마쓰 유키오 등 좋은 기록을 남긴 선수들이 지속적으로 나왔다. 그러나 팀 전력은 일정 수준까지 올라오지 못했고 도쿄 교진군이나 오사카 타이거스에 비해 상대적으로 우승과는 거리가 멀었다.
1942년, 전시 체제에 따른 신문사 통폐합령에 따라 모회사인 신아이치 신문사와 나고야 신문사(예전 나고야 긴코군의 모회사)가 통합하게 되어 주부닛폰 신문사가 발족하였고 합병에 따른 인건비의 상승이 감당하기 버거웠던 주부닛폰 신문사는 구단 경영에 대한 재검토가 필요하다는 의견에 따라 구단에 투입되는 자금이 대폭 감소한 데다가 신문사의 영리 사업이 불허되는 바람에 구단을 정상적으로 경영하는게 사실상 불가능하게 된다. 주부닛폰 신문의 이사였던 오시마 이치로(구 신아이치 신문의 창업 가문 출신)이 개인 자산을 출자해 1943년 시즌을 정상적으로 마치는 데는 성공했으나 결국 개인 자산 출자에 한계가 왔고, 나고야군의 이사 아카미네 마사시가 구단 선수들을 책임지고 1944년 2월 5일에 구단을 이화학 연구소 공업(이화학 연구소를 모체로 하는 이화학 연구소 콘체른의 한 기업)의 산하에 들어가게 되어 선수들을 취직시켰고, 구단명을 산교군(産業軍)으로 개칭하고 선수들은 공장에서 근로 봉사를 하는 동시에 경기를 치르게 되었다. 전쟁에 따라 나고야군의 선수들도 다른 구단의 선수들과 함께 예외없이 징병되었으며 이시마루 신이치를 비롯하여 많은 선수들이 전사했다.
1945년 11월, 구단 스폰서에 오시마가 돌아오고, 다음해인 1946년 2월 1일 리그 재개에 수반하여 주부닛폰 신문사가 경영에 복귀, 주식회사 주부닛폰 야구 클럽을 설립하고 팀명을 주부닛폰(中部日本)으로 바꾸어 새롭게 재출발하였으며, 구단 애칭을 주부(中部)로 하였다.
1947년, 각 구단의 닉네임 도입에 따라 3월 10일에는 구단 오너였던 스기야마 도라노스케의 간지였던 용(辰)의 영어 번역인 ‘드래곤’으로부터 영감을 얻어 팀의 이름을 주부닛폰 드래건스(中部日本ドラゴンズ)로 다시 개칭하였다. 그리고 이 해 투수였던 핫토리 쓰구히로가 팀에서 맹활약하며 팀의 상승세를 주도하였다. 그러나 오프 시즌이었던 11월 1일, 아카미네가 해고되면서 팀에서 탈퇴하면서 아카미네를 그리워하던 가토 쇼지, 후루카와 세이조, 가나야마 지로, 고즈루 마코토 등 총 11명의 선수가 팀에서 탈퇴, 후지모토 히데오도 요미우리에 복귀하면서 또다시 팀 전력이 저하됐고 퇴단한 아카미네 일파는 각 구단을 떠돌아 다니며 아카미네 선풍이라 일컬어지는 혼란을 야기했다.
1948년, 팀의 이름을 다시 주니치 드래건스(中日ドラゴンズ)로 개칭하였으며 오프 시즌 중 주니치 스타디움(주니치 구장)이 완공되면서 본격적인 홈구장을 갖추게 되었다. 이듬해 1949년에는 아마치 슌이치가 감독으로 취임하여 스기시타 시게루가 입단하고 타자 니시자와 미치오가 주니치에 복귀했다. 같은 해 일본 야구가 양대 리그로 나뉘면서 센트럴 리그 소속으로 가입하였다.

### 센트럴 리그 가맹 후

#### 1950년 ~ 1961년
1950년, 메이저 리그를 모방하여 구단과 구장을 동시 경영하게 됨으로써 주니치 구장을 경영하고 있던 주식회사 주니치 스타디움(株式会社中日スタヂアム)을 합병하여 나고야 야구 주식 회사(名古屋野球株式会社)가 됐다. 이듬해 1951년에는 나고야 야구 주식회사로부터 주식회사 나고야 야구 클럽(株式会社名古屋野球倶楽部)이 분리되었고 같은 해 2월 6일 나고야 철도가 경영에 참가하게 됨에 따라 구단명을 나고야 드래건스(名古屋ドラゴンズ)로 개칭하였으며 이에 따라 나고야 철도와 주니치 신문사가 각각 격년으로 구단을 경영하게 되었다. 첫 해인 이 해에는 나고야 철도에서 경영을 맡았다. 8월 19일에는 주니치 구장이 경기 도중 화재에 의해 전소되면서 오프 시즌에 철근 콘크리트 건물로 재건했다.
1953년 12월 19일, 이후의 구단 경영은 주니치 신문만이 도맡아하는 것으로 결정되었으며 다음해인 1954년 1월 14일에 주식회사 주부닛폰 야구 협회로 상호를 변경하고 팀 이름도 주니치 드래건스로 되돌렸다. 결국 1월 30일에 나고야 제철이 구단 경영으로부터 손을 뗐다. 1954년 시즌에는 아마치 슌이치 감독의 지휘 하에 처음으로 센트럴 리그 우승을 차지했고 내친 김에 일본 시리즈에서도 니시테쓰 라이온스를 4승 3패로 제압하며 처음으로 일본 시리즈 우승에도 성공하였다.
1959년 이세 만 태풍으로 인해 주니치 구장이 수몰되면서 정규 경기의 일부를 다른 구장에서 치렀고, 1960년 2월에는 회사명을 주식회사 주부닛폰 야구 협회에서 주식회사 주니치 드래건스(株式会社中日ドラゴンズ)로 바꿨다. 1961년 노닌 와타루 감독이 취임했으며, 신인 곤도 히로시의 활약으로 요미우리 자이언츠를 1경기 차까지 추격했으나 역전 우승에 실패하며 2위에 머물렀다.

#### 1962년 ~ 1980년
1962년, 일본 프로 야구 사상 최초로 메이저 리그에서 주전으로 뛰던 빅리거 돈 뉴컴과 래리 도비를 영입하며 지난 시즌에 비해 전력을 강화시켰으나 리그 3위에 그쳤다. 1965년 ~ 1967년, 니시자와 감독의 지휘 하에 3년 연속으로 리그 2위를 차지했으나 결국 리그 우승을 차지하지 못했다.
1968년에는 스기시타 시게루 감독, 1969년부턴 요미우리 출신의 미즈하라 시게루 감독이 차례로 취임했으나 각 시즌 동안 4위, 5위, 그리고 2위를 기록하며 기록상으로 크게 나아지지 못했다. 그러나 미즈하라 감독의 신뢰 아래서 성장한 선수들이 1972년 이후 기량이 만개하며 결국 1974년 리그 우승에 성공하게 된다.
1972년, 요나미네 가나메 수석 코치가 감독으로 승격하며 ‘타도 요미우리’에 대한 투지를 불태우며 1972년, 1973년 연속으로 V9의 요미우리 자이언츠를 괴롭혔다. 결국 근 20년 만에 1974년 다카기 모리미치, 호시노 센이치와 토머스 마틴, 야자와 겐이치 등의 활약과 함께 마침내 V10을 노리던 요미우리를 저지하며 리그 우승에 성공했다. 그러나 일본 시리즈에선 퍼시픽 리그의 롯데 오리온스한테 2승 4패로 패배했다. 그리고 그 다음 시즌인 1975년에는 첫 해외 전지훈련(플로리다주 브래든턴)을 떠났지만 리그 2위에 그친 뒤 1976년에는 B클래스(리그 4위 ~ 6위)로 성적이 추락하며 요나미네 감독은 1977년 감독직에서 물러났다. 1978년, 나카 도시오 감독이 새롭게 취임했으나 감독 부임 첫 해에 5위로 그쳤다. 비록 그 다음 시즌 3위에 오르며 A클래스(리그 1위 ~ 3위)에 오르는데는 성공했으나 그 다음 시즌 리그 최하위인 6위로 떨어지며 사임하게 된다.

### 곤도·야마우치 감독 시대

#### 1981년 ~ 1983년
1981년에 곤도 사다오 감독이 새롭게 취임했다. 곤도 감독은 호시노 센이치나 기마타 다쓰히코 등과 같은 베테랑들을 주전에서 제외하는 동시에 히라노 겐이나 나카오 다카요시, 가미카와 세이지 등의 신예들을 적극적으로 기용하며 리그 우승이 걸려있던 시즌 최종전에서 고마쓰 다쓰오의 완봉 역투에 힘입어 요코하마 다이요 웨일스를 제압했고 동시에 1위로 기록 중이던 요미우리 자이언츠를 추월하면서 1982년 팀의 세 번째 리그 우승에 성공했다. 일본 시리즈에선 세이부 라이온스에 2승 4패의 성적을 기록하며 일본 시리즈 우승 달성에 실패했다. 그 해 팀의 간판 투수로 군림했던 호시노 센이치 등이 은퇴했고 결국 이듬해인 1983년에는 전력이 약화된 부분을 제대로 메꾸지 못하며 리그를 5위로 마무리를 지으면서 곤도 감독이 퇴임했다.

#### 1984년 ~ 1986년
1984년, 야마우치 가즈히로 감독이 취임하며 부임 첫 해인 1984년에는 리그 2위를 기록하며 기대를 높였다. 그러나 그 후 2년 연속으로 리그 5위에 그쳤고 1986년 시즌 도중 야마우치 감독이 성적 부진으로 경질되는 등 다카기 모리미치 수석 코치가 감독직을 대행했다. 결국 시즌 종료 후 호시노 센이치가 후임 감독으로 취임했으며 이 때 롯데로부터 지금의 주니치 감독인 오치아이 히로미쓰를 트레이드로 영입했다.

### 호시노·다카기 감독 시대

#### 1987년 ~ 1993년
이듬해 1987년, 메이저 리그 LA 다저스와의 제휴 관계를 맺으며 유니폼을 LA 다저스 풍의 파란색/하얀색 유니폼을 사용하기 시작했다. 시즌 한 때 1위에 오르기도 했으나 끝내 리그 2위로 시즌을 마감했으며 다음 해인 1988년에는 13년 만에 미국 전지훈련(베로비치)을 치렀다.
1988년 4월이 끝나는 시점에서 선두 히로시마 도요 카프와의 8경기차를 기록하며 최하위로 처진데다가 이후 7월 8일까지 6연패를 기록하며 사실상 리그 우승은 멀어져보였으나 7월 9일부터 50승 3무 15패를 기록하며 이 기간 동안 승률 7할 6푼 9리를 기록하며 10월 7일에는 역전하면서 리그 우승에 성공했다. 토박이 감독으로서는 구단 역사상 최초의 일이였으며 가쿠 겐지가 시즌 44세이브를 기록하면서 리그 MVP에 오른다. 그러나 일본 시리즈에선 또 다시 세이부한테 1승 4패로 패했다.
1992년 이전 한 차례 감독 대행직을 맡았던 다카기 모리미치가 감독직에 올랐으나 12년 만에 리그 최하위에 그쳤고, 1993년에는 이마나카 신지와 야마모토 마사히로의 좌완 더블 펀치가 각각 17승이라는 리그 최다승을 기록하면서 이마나카는 사와무라상, 야마모토는 최고 평균자책점 타이틀까지 거머쥐는데 성공한다. 1위 자리를 두고 야쿠르트 스왈로스와 시즌 막판까지 접전을 펼치다가 10월 1일 결국 야쿠르트가 리그 우승을 확정지으며 리그 2위에 머물렀고 그 해 시즌 뒤 지바 롯데 마린스와 공동으로 한국을 방문했는데 1984년 롯데 오리온스 이후 9년 만에 일본 프로야구 팀의 한국 방문 프로야구 친선경기였다.

#### 1994년 ~ 1996년
1994년 시즌 중반까지 요미우리 자이언츠와 치열한 선두 다툼을 벌였으나 8월 18일부터 8연패를 기록하면서 다카기 감독 해임설이 나도는 등 팀 분위기가 저하되었으나 9월 20일부터 내리 9연승을 기록하는 것을 시작으로 요미우리를 맹렬히 추격하는 등 결국 10월 8일 동률을 이룬 두 팀은 이른바 ‘10월 8일 결전’이라고 불리는 경기를 치른다. 그러나 결국 요미우리의 마쓰이 히데키 등이 맹활약에 분패하며 리그 2위를 기록했다. 그러나 1994년 시즌에서는 팀 선수들은 거의 모든 투타 타이틀을 독식하는 데 성공했다.
1995년, 전년도 시즌 2위의 활약에 힘입어 다카기 감독이 계속해서 지휘봉을 잡았으나 부진 끝에 시즌 도중 사임했고, 도쿠타케 사다유키 수석 코치와 시마노 이쿠오 2군 감독이 차례차례로 감독 대행직을 맡으며 리그 5위로 시즌을 마쳤다.
1996년, 호시노 센이치 감독이 결국 복귀했으며 나고야 구장에서의 마지막 시즌이 된 그 해에는 KBO 리그 팀인 해태 타이거즈로부터 투수 선동열을 영입하면서 투수진에 힘이 돼주길 기대했지만 시즌 직전 선동열은 모친상을 당하는 등 리그 적응에 난조를 겪으며 일본 데뷔 첫 해에 부진한 성적을 남겼다. 요미우리가 1승만 거두면 리그 우승을 확정짓는 시점에서(남은 시즌이 모두 주니치전과 요미우리의 경기였기 때문에 매직 넘버는 뜨지 않았다고 한다) 요미우리를 상대로 6연승을 거두며 추격했으나 끝내 마지막 3경기에서 패배하며 역전 우승에 실패했다. 주니치의 팬들은 이 당시의 강력한 공격과 파워 넘치는 홈런을 바탕으로 한 빅 볼 야구에 ‘공룡 타선’이라는 별명을 붙여 주며 아꼈다.

### 나고야 돔으로의 홈구장 이전

#### 1997년

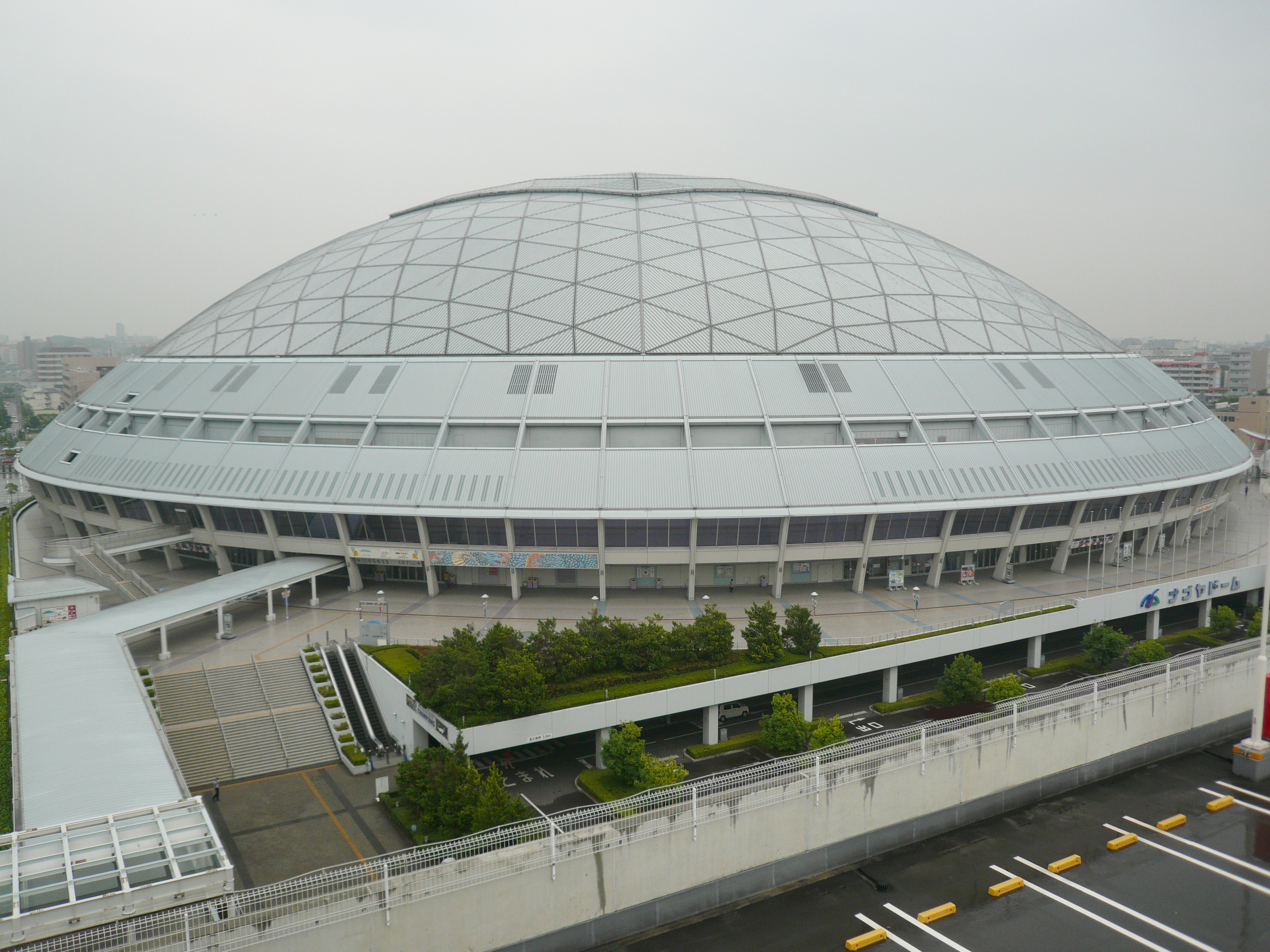
홈구장인 나고야 돔

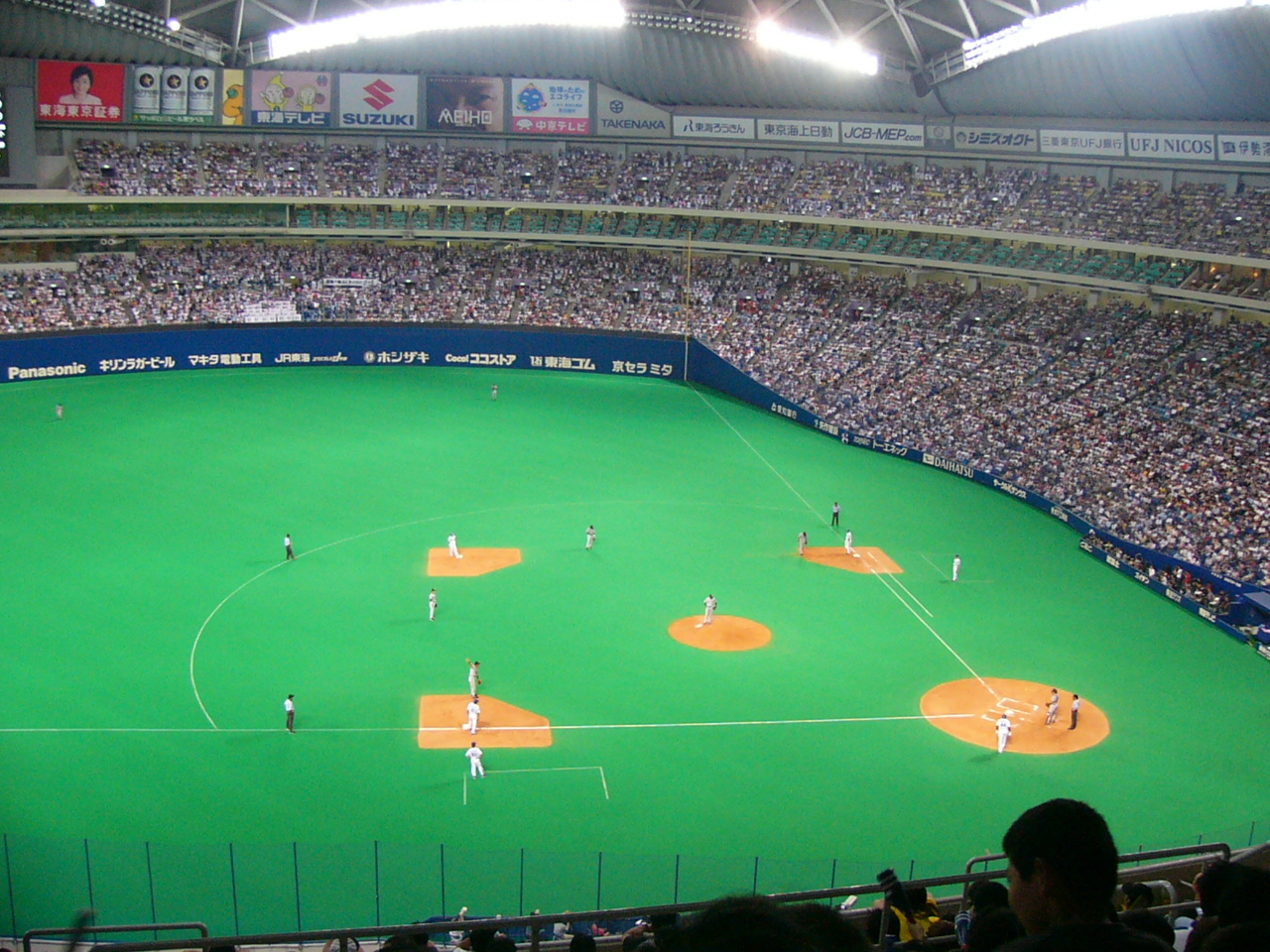
나고야 돔에서 경기를 치루고 있는 모습(2006년)

1997년 나고야 돔이 개장함에 따라, 기존 나고야 구장을 떠나 나고야 돔으로 홈 구장을 이전했다. 그러나 기존의 작은 나고야 구장을 바탕으로 했던 공룡 타선이 구장 크기가 큰 나고야 돔에선 제대로 된 파괴력을 보이지 못했고, 끝내 5년 만에 다시 시즌 최하위로 쳐졌다. 그러나 지난 해 부진했던 선동열이 마무리 투수로 나서 활약하는 등 38세이브를 올리고, 에이스인 야마모토 마사히로가 3년 만에 통산 세 번째의 최다승을 수확하는 등 투수진의 분투가 빛났던 한 해였다. 이후 오프 시즌에서 새로운 구장에 적응하기 위해 팀 스타일에 본격적인 변화를 꾀하며 한신으로부터 야노 아키히로와 세키카와 고이치, 구지 데루요시 등을 영입하는 동시에 대한민국의 해태 타이거즈로부터 타자 이종범까지 영입하는 등 팀 스타일을 타격 중심에서 투수력과 수비력을 살리는 스타일로 변화시키기 위해 노력한다.
한편, 시즌 뒤 오릭스 블루웨이브와 한국을 방문했는데 1993년 해당 팀과 지바 롯데 마린스 이후 4년 만에 일본 팀의 한국 방문 프로야구 친선경기이기도 했다.

#### 1998년
1998년 시즌, 이런 개혁이 빛을 보며 강력한 투수 중심의 야구 스타일을 확립, 리그 후반전부터 당시 리그 선두였던 요코하마 베이스타스를 추격하여 8월 27일 1게임차까지 추격하는 데 성공했다. 그러나 시즌 막판에는 요코하마에게 7연패를 당하며 리그 2위에 그치며 요코하마의 38년 만의 리그 우승을 허용했다. 전년도에 새로 입단한 가와카미 겐신이 신인왕을 차지했고 그 해 오프 시즌에 이후 팀의 주축이 된 타자 후쿠도메 고스케와 투수 이와세 히토키가 입단했다.

#### 1999년
이듬해에는 드물게 개막전부터 11연승을 거두며 리그 우승을 향한 청신호를 보였다. 가와카미 겐신을 필두로 한 막강한 선발진과 이상훈, 이와세 히토키, 오치아이 에이지 등으로 이루어진 막강한 계투진을 구성하여 양대 리그의 12개 구단 중 최고의 투수력을 갖추며 ‘투수 왕국’이라 불리게 됐다. 이후 압도적인 경기력으로 끝내 리그 우승을 차지하는 데 성공했다. 시즌 전반부터 선두에 올라 마지막까지 선두 자리를 지키며 정규 시즌 최고 승률을 올렸으나 일본 프로 야구 사상 최초로 골든 글러브상을 차지한 선수는 전무했다(오치아이 감독이 취임한 2010년에는 같은 형태로 최고 승률을 기록했다). 나고야 돔 이전 후 처음으로 열린 일본 시리즈에서 퍼시픽 리그 팀인 후쿠오카 다이에 호크스를 상대하였지만 결국 1승 4패로 무릎을 꿇었고, 상대 감독 오 사다하루의 헹가레를 지켜 볼 수 밖에 없었다.

#### 2000년 ~ 2001년
2000년, 시즌 초반에는 별로 좋지 못한 성적을 거두었으나 5월부터 내리 10연승을 거두며 리그 2위를 확보하는 데 성공한다. 그러나 투타 모두에서 작년과 같은 막강함은 찾아보기 힘들었고 요미우리를 상대로 한 성적이 9승 18패, 특히나 홈인 나고야 돔에 2승 12패를 기록하는 굴욕을 겪었다. 홈에서 맞은 홈런이 26개로 주니치 드래건스가 한 시즌 동안 나고야 돔에서 친 32개의 홈런에 필적할 정도로 많았다. 9월 24일, 요미우리를 상대로 4-0으로 앞서던 경기를 투수 에디 겔라드는 동점 만루홈런과 니오카 도모히로의 끝내기 홈런을 허용하여 패배하는 등 리그 1위를 내주고 만다.
2001년 시즌 5위를 기록하면서 4년 만에 B클래스로 떨어지는 등 호시노 감독이 책임을 물어 사임했고, 야마다 히사시 수석 코치가 감독으로 승격하게 됐는데 이는 주니치의 레전드 선수들을 제외하고는 16년 만에 감독에 오른 사례다.

### 야마다 감독 시대

#### 2002년
후쿠도메 고스케가 수위 타자에 오르면서 요미우리의 마쓰이 히데키의 타격 3관왕 시도를 저지하는 데는 성공했으나 요미우리한테 9연패를 당한 영향으로 리그 3위에 그쳤다.

#### 2003년
그러나 부상으로 인해 선발진이 붕괴된데다가 믿을 만한 4번 타자의 부재로 인해 리그 5위로 떨어졌을 뿐만 아니라 팀 출신이 아닌 감독에 대해서 주니치 팬들의 지지를 얻지 못한 끝에 9월 9일에 야마다 감독이 휴양을 이유로 사임했다. 사사키 교스케 수석 코치가 임시 감독직을 맡아 리그 1위 팀인 한신에 14.5경기차로 2위를 기록했다.

### 오치아이 감독 시대

#### 2004년
1988년 리그 우승의 주역이었던 오치아이 히로미쓰가 감독으로 취임, 1987년 이후의 ‘호시노 컬러’를 일신하며 지키는 야구를 펼치는 등 취임 첫 해에 리그 우승에 성공했다(당시 팀 실책수 45개는 센트럴 리그 최소 기록이며 골든 글러브상 5개 부문 독점도 센트럴 리그 최다 기록이다). 그러나 일본 시리즈에선 세이부를 만나 3승 4패로 패해 50년 만에 일본 시리즈 우승 달성을 노리는 데엔 실패했다.

#### 2005년
요코하마로부터 한국에서도 뛴 적이 있던 강타자이자 용병 타이론 우즈를 영입하고 즉시 전력이 될 만한 신인들이 수급되면서 팀이 전체적으로 더 강해졌다. 구단 역사상 처음으로 개막 2연전에서 2경기 연속 끝내기 승리를 거두는 등 교류전 이전까지는 좋은 성적을 보여줬으나 그 해에 처음 도입된 센트럴 리그와 퍼시픽 리그간의 교류전에서 15승 21패에 그치며 고전했다. 하지만 올스타전 이후 11연승을 거두며 선두팀인 한신을 두 차례 0.5경기차까지 추격했으나 시즌 막판 연패에 빠지며 10경기차로 리그 2위에 그쳤다.

#### 2006년
정규 페넌트레이스에서 강력한 투수진과 막강한 수비, 타격진의 조화가 잘 이루어지며 8월 구단 사상 최초의 빠른 속도로 매직 넘버를 점등시켰다(M40). 시즌 막판 한신 타이거스의 추격에 시달렸으나 리그 1위를 끝까지 내주지 않으면서 2년 만에 7번째 센트럴 리그 우승에 성공했으며 각 리그 구단들에게 모두 상대 성적에서 앞선 이른바 ‘완전 우승’을 거두는 데 성공했다. 그러나 일본 시리즈에선 홋카이도 닛폰햄 파이터스를 상대로 1승 4패로 패배하면서 또 다시 일본 시리즈 우승 달성에는 실패했다.

#### 2007년

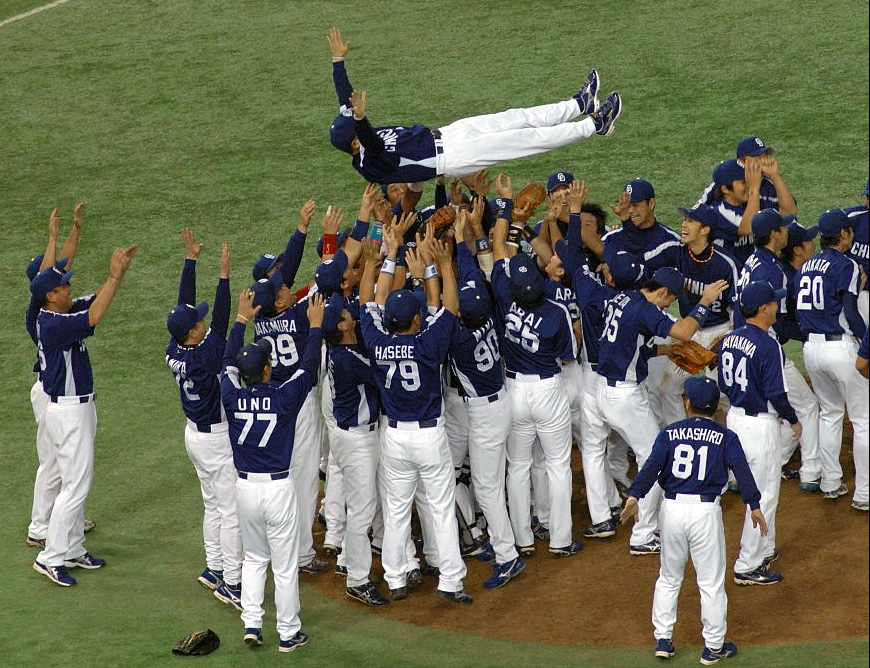
2007년 11월 11일, 도쿄 돔에서 열린 코나미컵 아시아시리즈 결승전에서 우승이 확정된 후 오치아이 히로미쓰 감독(가운데)이 선수들로부터 우승 헹가레를 받고 있는 모습

정규 페넌트레이스에선 요미우리, 한신과 나란히 상위권에 올라 치열한 리그 우승 경쟁을 펼쳤으나 끝내 요미우리에게 밀리며 2위를 기록, 리그 2연패 달성에는 실패했다. 그러나 오치아이 감독은 삭발 투혼으로 그 해 처음으로 센트럴 리그에 도입된 클라이맥스 시리즈에 임하며 한신과의 제1 스테이지, 요미우리와의 제2 스테이지에서 내리 5연승을 거두며 첫 클라이맥스 시리즈의 승자에 올랐다. 일본 시리즈에서는 2년 연속 닛폰햄을 만나 4승 1패의 성적을 기록해 전년도의 패배를 되갚으며 53년 만에 일본 시리즈 우승에 성공했다. 퍼시픽 리그에서도 2년 전부터 클라이맥스 시리즈를 도입했으나 ‘리그 우승을 차지 하지 않고 일본 시리즈 우승에 성공’한 사건은 일본 야구 역사상 최초의 일이다. 또한 일본 대표로 아시아 시리즈에 출전하였으나 첫 경기에서 한국 시리즈 우승 팀인 SK 와이번스에게 완패하면서 대회 시작 이후 일본 야구 팀 중 처음으로 한국의 야구팀에게 패배한 팀으로 기록되었다. 하지만 조 2위로 결승에 진출하여 결승에서 끝내 SK 와이번스를 누르면서 아시아 시리즈 우승컵 또한 손에 쥐는데 성공했다.

#### 2008년
세이부로부터 FA를 취득한 와다 가즈히로를 영입하는 데 성공했으나 팀의 주축이었던 후쿠도메 고스케가 메이저 리그 팀인 시카고 컵스로 FA 이적했고 주력 4번 타자인 타이론 우즈가 부진에 빠졌고, 투수진과 타자진에서 연달아 줄부상이 터진데다가(정규 이닝수를 채운 투수가 한 명도 없었다) 한신 타이거스를 상대로 6승 1무 17패에 그치는 등 리그 3위에 머물렀다. 클라이맥스 시리즈에서도 제1 스테이지인 한신을 상대로 2승 1패로 꺾었으나 제2 스테이지에서 요미우리를 상대로 빈공과 계투진의 부진으로 1승 1무 3패를 기록하며 패배해 3년 연속 일본 시리즈 진출에는 실패했다.

#### 2009년
제2회 월드 베이스볼 클래식 일본 국가대표팀 선수로 발탁된 주니치 소속의 일본 대표 선수 4명이 모두 대표팀 사퇴를 선언하는 소동이 있었으나 타이론 우즈를 방출하고 영입한 용병 토니 블랑코가 홈런과 타점 부문에서 2관왕에 오르는 등 맹활약을 했고 가와카미 겐신의 메이저 리그 진출로 인한 선발진의 구멍 또한 요시미 가즈키나 천웨이인의 대활약으로 그 구멍을 메꿀 수 있었다. 시즌 초반에는 하위권에 처지면서 고전했으나 교류전 시점에 이르러 추격하여 2위였던 야쿠르트를 따돌리고 선두 요미우리와 1.5경기차까지 따라붙었으나 요미우리와 상대하면서 8승 16패라는 최악의 성적을 기록하며 결국 12경기차로 시즌 2위에 그쳤다. 클라이맥스 시리즈 제1 스테이지에선 야쿠르트를 상대로 2승 1패를 기록하며 제2 스테이지 진출에 성공했으나 제2 스테이지에서의 첫 경기에서는 이겼지만 결국 1승 4패로 패배해 시즌을 마감했다.

#### 2010년
시즌 초반에 선발 투수들이 집단으로 부진에 빠졌으나 아사오 다쿠야와 다카하시 아키후미 등의 계투진이 분전하며 그 부진을 만회했다. 또 주전 야수였던 이바타 히로카즈가 시즌 도중 부상으로 인해 전력에서 이탈했으나 와다 가즈히로와 모리노 마사히코 등이 그 빈 자리를 채웠고 많은 신예들이 새롭게 대두되면서 요미우리, 한신과의 격전 끝에 압도적인 홈 승률을 바탕으로 4년 만에 팀 통산 8번째 리그 우승을 따내며 요미우리의 리그 4연패 시도를 저지했다. 한때는 당시 선두였던 요미우리 자이언츠와의 8경기차까지 벌어지며 우승이 사실상 불가능해보였으나 후반부터 엄청난 기세로 승리를 서서히 따내면서 시즌 초부터 선두에 있었던 요미우리와 한신을 매섭게 추격하는 등 끝내 뒤집은 대역전 우승이었다. 원정에서 26승 2무 44패라는 최악의 성적을 거뒀으나 홈에서는 51승 1무 17패와 7할 5푼대의 승률로 압도적인 성적을 거뒀다. 특히 숙적이었던 요미우리를 상대로 클라이맥스 시리즈를 포함한 나고야 돔에서 13승 3패(정규 시즌 기준 10승 2패)를 거뒀고 특히 요미우리를 상대로 홈 9연승을 거두며 전년도 시즌 성적인 8승 16패에 대한 복수를 했다. 한신에게도 이와 같이 10승 2패를 거두며 리그 우승 경쟁을 같이 했던 팀들에게 압도적인 모습을 보인 덕분에 3위와의 1경기차라는 근소한 차이로 리그 우승을 차지할 수 있었다.
4년 만에 리그 우승 팀 자격으로 일본 시리즈에 진출했지만 퍼시픽 리그의 정규 시즌 3위로 클라이맥스 시리즈에서 승리한 뒤 일본 시리즈에 진출한 지바 롯데 마린스와의 난전 끝에 2승 1무 4패라는 성적으로 일본 시리즈 우승 달성에는 실패했다. 특히나 6, 7차전에서 모두 연장 12회까지 혈투를 거두며 명승부가 펼쳐졌으나 끝내 지바 롯데의 타력이 주니치의 투수력을 넘어서면서 우승을 내주고 만 것이다.

#### 2011년
당초 3월 25일에는 나고야 돔에서의 개막전이 예정되었지만 3월 11일에 발생한 동일본 대지진의 영향으로 4월 12일에 연기되었다. 이 때문인지 오치아이 감독은 부임 후 처음으로 원정팀으로서(요코하마 스타디움)의 개막전을 지휘했다. 교류전에서는 기대 이상의 활약과 리그 선두에도 서는 등 호조를 보였지만 다카하시 아키후미, 나카타 겐이치, 야마모토 마사, 토니 블랑코, 다니시게 모토노부, 이바타 히로카즈 등 주력 선수들의 부진이 잇따르고 있는 와중에 새로 도입된 공인구(일명 통일구)의 영향 등으로 전년도 리그 MVP에 선정된 와다 가즈히로를 중심으로 타격진이 극심한 부진에 빠지면서 7월에는 팀 성적이 좋지 않았다. 8월 3일, 선두 야쿠르트와의 10경기차로 벌어지면서 8월 10일에는 5위로 떨어지기도 했다.
그러나 리그에서 최고 성적을 남긴 투수진의 활약에 가세해 특히 중간 계투에서 선발로 전향한 엔옐버트 소토의 활약으로 요미우리, 한신, 히로시마와의 2위 경쟁에 합류했고 9월이 되면서 다니시게, 블랑코, 이바타 등 주력 선수들의 복귀와 오시마 요헤이, 히라타 료스케 등 젊은 선수들의 성장도 있어 선두 야쿠르트와의 조금씩 승차를 줄여 나갔다. 9월 22일, 오치아이 감독이 임기 만료에 의해 2011년 시즌 끝으로 감독직에서 물러나겠다는 입장을 밝힘과 동시에 차기 감독은 주니치 감독 출신이자 야구 해설가로 활동 중인 다카기 모리미치로 발탁했다는 내용의 공식 발표를 했고 10월 6일에는 11명의 코치진도 주니치를 퇴단하겠다고 말했다. 그러나 오치아이 감독의 사임 발표가 있은 이후에는 팀 성적과 전력면에 악영향을 끼치지 않았고 9월에는 15승 3무 6패, 10월에는 11승 2무 5패를 기록하며 10월 6일에는 리그 단독 선두로 올라섰다. 10월 18일에는 142경기 만에 리그 우승을 달성해 주니치 구단으로서는 사상 최초로 2년 연속 리그 연패를 달성했다. 팀 타율(2할 2푼 8리)과 득점(419득점)은 모두 리그 최하위를 기록하면서 타율과 득점 모두 최하위로 처졌는데도 불구하고 리그 우승을 달성한 사례는 일본 프로 야구 사상 최초의 기록이다.
이후 클라이맥스 시리즈에서는 퍼스트 스테이지에서 승리한 야쿠르트와의 파이널 스테이지에서 맞대결한 끝에 4승 2패의 성적을 거둬 2년 연속이 되는 일본 시리즈 진출에 성공했다. 후쿠오카 소프트뱅크 호크스와의 일본 시리즈에서는 6차전까지 양 팀이 홈구장에서 패하는 등의 접전을 펼쳤지만 소프트뱅크의 홈구장이자 후쿠오카 돔에서 열린 7차전에서는 결국 3승 4패의 성적으로 일본 시리즈 우승 달성에는 실패했다. 일본 시리즈에서는 팀 타선이 저조(팀 타율은 1할 5푼 5리)하여 역대 최악의 기록을 남겼다.

### 제2차 다카기 감독 시대

#### 2012년
오치아이 히로미쓰 전임 감독의 뒤를 이어 다카기 모리미치가 1995년 이후 15년 만에 감독직에 복귀했고 2011년 오프 시즌 동안 라쿠텐을 떠난 야마사키 다케시가 10년 만에, 메이저 리그 애틀랜타 브레이브스를 떠난 가와카미 겐신이 4년 만에 모두 주니치에 복귀했다. 개막전에서 히로시마 도요 카프에 승리를 거둔 후 무승부를 포함한 5연승을 거두며 5월 8일 리그 선두에 오른 이후 하루를 제외하고 6월 30일까지 리그 선두를 고수했다. 하지만 교류전에서 센트럴 리그에서 요미우리 자이언츠의 뒤를 잇는 2위라는 성적을 거두고도 7월 1일, 요미우리에 밀려 리그 2위로 떨어진다. 이후 차이가 점점 벌어지다 8월말 6.5게임차까지 벌어지고 결국 선두 요미우리와 10.5게임차 2위로 시즌을 마감한다. 클라이맥스 시리즈에선 퍼스트 스테이지에서 야쿠르트에 승리를 거두었지만 파이널 스테이지에서 3연승 후 3연패를 당하며 탈락하고 말았다. 시즌 중 주포 토니 블랑코와 에이스 요시미 가즈키가 부상으로 이탈하는 해, 함께 규정 타석과 규정 이닝에 들지 못하는 등 아쉬움을 남겼다. 홈인 나고야 돔에서는 14연승을 거두는 등 맹활약했지만 요미우리, 야쿠르트와 상대하는 관동 원정에서 개막 후 15연패를 당한 것이 성적에 치명타로 작용했다.

#### 2013년
6월 28일, 야마이 다이스케가 요코하마 DeNA 베이스타스에서 노히트 노런을 달성하는 등 나름대로 성과가 있었지만, 팀은 시즌 내내 부진한 성적을 거두다 9월 25일 홈 히로시마전에서 0-2로 패하며 2001년 이후 12년만에 B 클래스 추락이 확정되었다. 4위로 시즌을 마감하며 클라이맥스 시리즈 도입 후 처음으로 진출에 실패했다. 최종전 후 계약 만료로 다카기 모리미치 감독이 퇴진했으며 후임으로 다니시게 모토노부가 선수 겸 감독으로 취임했다. 이는 2007년 야쿠르트의 후루타 아쓰야 선수 겸 감독 이후 처음이자 구단에선 1955년 노구치 아키라 이후 3번째 일이었다. 또한 구단 최초의 제너럴 매니저로 오치아이 히로미쓰 전 감독이 새롭게 취임했다.

### 다니시게 감독 시대

#### 2014년
2013년 11월 4일, 이바타 히로카즈가 전력 외 통보를 받고 요미우리로 이적했으며 나카타 겐이치는 FA로 소프트뱅크 호크스로 이적하며 전력이 약화된 상태로 시즌을 맞이했다.
2014년 8월 구단 최악의 기록인 월간 20패를 기록했다. 9월 20일 원정 한신전에서 패하며 28년만에 첫 2년 연속 5할 미만 승률에 그쳤고 9월 28일 홈 요미우리전에서 패배하며 역시 28년만에 2년 연속 B클래스 추락이란 굴욕을 맛봤다.

## 역대 감독
- 이케다 유타카(池田豊, 1936년)
- 마스 가이치(桝嘉一, 1937년)〈제1차〉
- 네모토 유키사토(根本行都, 1938년 ~ 1939년)
- 고니시 도쿠로(小西得郎, 1939년 ~ 1941년)
- 혼다 지카키(本田親喜, 1941년 ~ 1942년)
- 마스 가이치(桝嘉一, 1942년 ~ 1943년)〈제2차〉
- 미야케 다이스케(三宅大輔, 1944년)
- 다케우치 아이이치(竹内愛一, 1946년)
- 스기우라 기요시(杉浦清, 1946년 ~ 1948년)〈제1차〉
- 아마치 슌이치(天知俊一, 1949년 ~ 1951년)〈제1차〉
- 쓰보우치 미치노리(坪内道典, 1952년 ~ 1953년)
- 아마치 슌이치(天知俊一, 1954년)〈제2차〉
- 노구치 아키라(野口明, 1955년 ~ 1956년)
- 아마치 슌이치(天知俊一, 1957년 ~ 1958년)〈제3차〉
- 스기시타 시게루(杉下茂, 1959년 ~ 1960년)〈제1차〉
- 노닌 다카미(濃人貴実, 1961년 ~ 1962년)
- 스기우라 기요시(杉浦清, 1963년 ~ 1964년)〈제2차〉
- 니시자와 미치오(西沢道夫, 1964년 ~ 1967년)
  - 곤도 사다오(近藤貞雄, 1967년)【감독 대행】
- 스기시타 시게루(杉下茂, 1968년)〈제2차〉
  - 혼다 이쓰로(本多逸郎, 1968년)【감독 대행】
- 미즈하라 시게루(水原茂, 1969년 ~ 1971년)
- 요나미네 가나메(与那嶺要, 1972년 ~ 1977년)
- 나카 도시오(中利夫, 1978년 ~ 1980년)
- 곤도 사다오(近藤貞雄, 1981년 ~ 1983년)
- 야마우치 가즈히로(山内一弘, 1984년 ~ 1986년)
  - 다카기 모리미치(高木守道, 1986년)【감독 대행】
- 호시노 센이치(星野仙一, 1987년 ~ 1991년)〈제1차〉
- 다카기 모리미치(高木守道, 1992년 ~ 1995년)
  - 도쿠타케 사다유키(徳武定祐, 1995년)【감독 대행】
  - 시마노 이쿠오(島野育夫, 1995년)【감독 대행】
- 호시노 센이치(星野仙一, 1996년 ~ 2001년)〈제2차〉
  - 시마노 이쿠오(島野育夫, 2000년)【감독 대행】
- 야마다 히사시(山田久志, 2002년 ~ 2003년)
  - 사사키 교스케(佐々木恭介, 2003년)【감독 대행】
- 오치아이 히로미쓰(落合博満, 2004년 ~ 2011년)
- 다카기 모리미치(高木守道, 2012년 ~ 2013년)〈제2차〉
- 다니시게 모토노부(谷繁元信, 2014년 ~ 2016년)
  - 모리 시게카즈(森繁和, 2016년)【감독 대행】
- 모리 시게카즈(森繁和, 2017년 ~ 2018년)
- 요다 쓰요시(与田剛, 2019년 ~ 2021년)
- 다쓰나미 가즈요시(立浪和義, 2022년 ~ 2024년)
- 이노우에 가즈키(井上一樹, 2025년 ~ )

※ 〈 〉은 재임 차수.

## 연도별 성적
| 연도        | 감독                              | 순위                             | 경기                             | 승리                             | 패전                             | 무승부                           | 승률                             | 승차                             | 타율                             | 홈런                             | 평균자책점                       |
| ----------- | --------------------------------- | -------------------------------- | -------------------------------- | -------------------------------- | -------------------------------- | -------------------------------- | -------------------------------- | -------------------------------- | -------------------------------- | -------------------------------- | -------------------------------- |
| 1936년      | 이케다 유타카                     |                                  | 16                               | 7                                | 9                                | 0                                | .438                             |                                  | .237                             | 9                                | 5.72                             |
| 1936년 추계 | 이케다 유타카                     |                                  | 26                               | 12                               | 14                               | 0                                | .462                             |                                  | .218                             | 2                                | 3.60                             |
| 1937년 춘계 | 마스 가이치                       | 7위                              | 56                               | 21                               | 35                               | 0                                | .375                             | 21                               | .220                             | 1                                | 4.14                             |
| 1937년 추계 | 마스 가이치                       | 8위                              | 49                               | 13                               | 33                               | 3                                | .283                             | 25                               | .222                             | 4                                | 4.00                             |
| 1938년 춘계 | 네모토 유키사토                   | 7위                              | 35                               | 11                               | 24                               | 0                                | .314                             | 18                               | .216                             | 5                                | 3.49                             |
| 1938년 추계 | 네모토 유키사토                   | 4위                              | 40                               | 19                               | 18                               | 3                                | .514                             | 10                               | .211                             | 12                               | 3.34                             |
| 1939년      | 네모토 유키사토·고니시 도쿠로     | 6위                              | 96                               | 38                               | 53                               | 5                                | .418                             | 27.5                             | .216                             | 19                               | 2.44                             |
| 1940년      | 고니시 도쿠로                     | 5위                              | 104                              | 58                               | 41                               | 5                                | .586                             | 15.5                             | .191                             | 12                               | 1.90                             |
| 1941년      | 고니시 도쿠로·혼다 지카키         | 6위                              | 84                               | 37                               | 47                               | 0                                | .440                             | 25                               | .182                             | 13                               | 1.75                             |
| 1942년      | 혼다 지카키                       | 7위                              | 105                              | 39                               | 60                               | 6                                | .394                             | 33.5                             | .185                             | 24                               | 1.93                             |
| 1943년      | 마스 가이치                       | 2위                              | 84                               | 48                               | 29                               | 7                                | .623                             | 4                                | .198                             | 18                               | 1.41                             |
| 1944년      | 미야케 다이스케                   | 4위                              | 35                               | 13                               | 21                               | 1                                | .382                             | 14.5                             | .184                             | 7                                | 3.10                             |
| 1945년      | 제2차 세계 대전에 의한 경기 중단  | 제2차 세계 대전에 의한 경기 중단 | 제2차 세계 대전에 의한 경기 중단 | 제2차 세계 대전에 의한 경기 중단 | 제2차 세계 대전에 의한 경기 중단 | 제2차 세계 대전에 의한 경기 중단 | 제2차 세계 대전에 의한 경기 중단 | 제2차 세계 대전에 의한 경기 중단 | 제2차 세계 대전에 의한 경기 중단 | 제2차 세계 대전에 의한 경기 중단 | 제2차 세계 대전에 의한 경기 중단 |
| 1946년      | 다케우치 아이이치·스기우라 기요시 | 7위                              | 105                              | 42                               | 60                               | 3                                | .412                             | 22.5                             | .248                             | 46                               | 4.40                             |
| 1947년      | 스기우라 기요시                   | 2위                              | 119                              | 67                               | 50                               | 2                                | .573                             | 12.5                             | .229                             | 41                               | 2.03                             |
| 1948년      | 스기우라 기요시                   | 8위                              | 140                              | 52                               | 83                               | 5                                | .385                             | 34.5                             | .232                             | 45                               | 2.99                             |
| 1949년      | 아마치 슌이치                     | 5위                              | 137                              | 66                               | 68                               | 3                                | .493                             | 19.5                             | .268                             | 136                              | 3.77                             |
| 1950년      | 아마치 슌이치                     | 2위                              | 137                              | 89                               | 44                               | 4                                | .669                             | 9                                | .274                             | 144                              | 3.73                             |
| 1951년      | 아마치 슌이치                     | 2위                              | 113                              | 62                               | 48                               | 3                                | .564                             | 18                               | .272                             | 67                               | 3.47                             |
| 1952년      | 쓰보우치 미치노리                 | 3위                              | 120                              | 75                               | 43                               | 2                                | .636                             | 7                                | .264                             | 77                               | 2.82                             |
| 1953년      | 쓰보우치 미치노리                 | 3위                              | 130                              | 70                               | 57                               | 3                                | .551                             | 18.5                             | .251                             | 66                               | 3.24                             |
| 1954년      | 아마치 슌이치                     | 1위                              | 130                              | 86                               | 40                               | 4                                | .683                             | -                                | .256                             | 70                               | 2.32                             |
| 1955년      | 노구치 아키라                     | 2위                              | 130                              | 77                               | 52                               | 1                                | .597                             | 15                               | .238                             | 64                               | 2.02                             |
| 1956년      | 노구치 아키라                     | 3위                              | 130                              | 74                               | 56                               | 0                                | .569                             | 10                               | .228                             | 52                               | 2.03                             |
| 1957년      | 아마치 슌이치                     | 3위                              | 130                              | 70                               | 57                               | 3                                | .550                             | 4                                | .219                             | 63                               | 2.26                             |
| 1958년      | 아마치 슌이치                     | 3위                              | 130                              | 66                               | 59                               | 5                                | .527                             | 9                                | .233                             | 86                               | 2.40                             |
| 1959년      | 스기시타 시게루                   | 2위                              | 130                              | 64                               | 61                               | 5                                | .512                             | 13                               | .237                             | 106                              | 2.77                             |
| 1960년      | 스기시타 시게루                   | 5위                              | 130                              | 63                               | 67                               | 0                                | .485                             | 9                                | .230                             | 87                               | 3.08                             |
| 1961년      | 노닌 다카미                       | 2위                              | 130                              | 72                               | 56                               | 2                                | .562                             | 1                                | .241                             | 79                               | 2.48                             |
| 1962년      | 노닌 다카미                       | 3위                              | 133                              | 70                               | 60                               | 3                                | .538                             | 5                                | .249                             | 107                              | 2.68                             |
| 1963년      | 스기우라 기요시                   | 2위                              | 140                              | 80                               | 57                               | 3                                | .584                             | 2.5                              | .246                             | 120                              | 2.84                             |
| 1964년      | 스기우라 기요시·니시자와 미치오   | 6위                              | 140                              | 57                               | 83                               | 0                                | .407                             | 25                               | .254                             | 114                              | 3.63                             |
| 1965년      | 니시자와 미치오                   | 2위                              | 140                              | 77                               | 59                               | 4                                | .566                             | 13                               | .247                             | 100                              | 2.60                             |
| 1966년      | 니시자와 미치오                   | 2위                              | 132                              | 76                               | 54                               | 2                                | .585                             | 13                               | .253                             | 123                              | 2.54                             |
| 1967년      | 니시자와 미치오                   | 2위                              | 134                              | 72                               | 58                               | 4                                | .554                             | 12                               | .248                             | 148                              | 3.31                             |
| 1968년      | 스기시타 시게루                   | 6위                              | 134                              | 50                               | 80                               | 4                                | .385                             | 27                               | .246                             | 142                              | 3.72                             |
| 1969년      | 미즈하라 시게루                   | 4위                              | 130                              | 59                               | 65                               | 6                                | .476                             | 14                               | .231                             | 145                              | 3.11                             |
| 1970년      | 미즈하라 시게루                   | 5위                              | 130                              | 55                               | 70                               | 5                                | .440                             | 23.5                             | .234                             | 118                              | 3.20                             |
| 1971년      | 미즈하라 시게루                   | 2위                              | 130                              | 65                               | 60                               | 5                                | .520                             | 6.5                              | .226                             | 127                              | 2.97                             |
| 1972년      | 요나미네 가나메                   | 3위                              | 130                              | 67                               | 59                               | 4                                | .532                             | 7                                | .232                             | 123                              | 3.29                             |
| 1973년      | 요나미네 가나메                   | 3위                              | 130                              | 64                               | 61                               | 5                                | .512                             | 1.5                              | .242                             | 108                              | 2.98                             |
| 1974년      | 요나미네 가나메                   | 1위                              | 130                              | 70                               | 49                               | 11                               | .588                             | -                                | .264                             | 150                              | 3.75                             |
| 1975년      | 요나미네 가나메                   | 2위                              | 130                              | 69                               | 53                               | 8                                | .566                             | 4.5                              | .271                             | 133                              | 3.18                             |
| 1976년      | 요나미네 가나메                   | 4위                              | 130                              | 54                               | 66                               | 10                               | .450                             | 21.5                             | .266                             | 138                              | 4.50                             |
| 1977년      | 요나미네 가나메                   | 3위                              | 130                              | 64                               | 61                               | 5                                | .512                             | 15.5                             | .275                             | 176                              | 4.38                             |
| 1978년      | 나카 도시오                       | 5위                              | 130                              | 53                               | 71                               | 6                                | .427                             | 20                               | .252                             | 141                              | 4.45                             |
| 1979년      | 나카 도시오                       | 3위                              | 130                              | 59                               | 57                               | 14                               | .509                             | 7.5                              | .268                             | 155                              | 3.97                             |
| 1980년      | 나카 도시오                       | 6위                              | 130                              | 45                               | 76                               | 9                                | .372                             | 30                               | .261                             | 134                              | 4.43                             |
| 1981년      | 곤도 사다오                       | 5위                              | 130                              | 58                               | 65                               | 7                                | .472                             | 16                               | .268                             | 151                              | 3.71                             |
| 1982년      | 곤도 사다오                       | 1위                              | 130                              | 64                               | 47                               | 19                               | .577                             | -                                | .266                             | 143                              | 3.27                             |
| 1983년      | 곤도 사다오                       | 5위                              | 130                              | 54                               | 69                               | 7                                | .439                             | 18.5                             | .263                             | 160                              | 4.11                             |
| 1984년      | 야마우치 가즈히로                 | 2위                              | 130                              | 73                               | 49                               | 8                                | .598                             | 3                                | .282                             | 191                              | 3.82                             |
| 1985년      | 야마우치 가즈히로                 | 5위                              | 130                              | 56                               | 61                               | 13                               | .479                             | 15                               | .265                             | 136                              | 4.08                             |
| 1986년      | 야마우치 가즈히로                 | 5위                              | 130                              | 54                               | 67                               | 9                                | .446                             | 20                               | .242                             | 131                              | 3.70                             |
| 1987년      | 호시노 센이치                     | 2위                              | 130                              | 68                               | 51                               | 11                               | .571                             | 8                                | .265                             | 168                              | 3.64                             |
| 1988년      | 호시노 센이치                     | 1위                              | 130                              | 79                               | 46                               | 5                                | .632                             | -                                | .258                             | 131                              | 3.20                             |
| 1989년      | 호시노 센이치                     | 3위                              | 130                              | 68                               | 59                               | 3                                | .535                             | 15.5                             | .256                             | 149                              | 3.68                             |
| 1990년      | 호시노 센이치                     | 4위                              | 131                              | 62                               | 68                               | 1                                | .477                             | 26                               | .264                             | 162                              | 4.26                             |
| 1991년      | 호시노 센이치                     | 2위                              | 131                              | 71                               | 59                               | 1                                | .546                             | 3                                | .262                             | 178                              | 3.59                             |
| 1992년      | 다카기 모리미치                   | 6위                              | 130                              | 60                               | 70                               | 0                                | .462                             | 9                                | .252                             | 108                              | 3.91                             |
| 1993년      | 다카기 모리미치                   | 2위                              | 132                              | 73                               | 57                               | 2                                | .562                             | 7                                | .256                             | 158                              | 3.12                             |
| 1994년      | 다카기 모리미치                   | 2위                              | 130                              | 69                               | 61                               | 0                                | .531                             | 1                                | .258                             | 108                              | 3.45                             |
| 1995년      | 다카기 모리미치                   | 5위                              | 130                              | 50                               | 80                               | 0                                | .385                             | 32                               | .251                             | 136                              | 4.75                             |
| 1996년      | 호시노 센이치                     | 2위                              | 130                              | 72                               | 58                               | 0                                | .554                             | 5                                | .278                             | 179                              | 4.01                             |
| 1997년      | 호시노 센이치                     | 6위                              | 136                              | 59                               | 76                               | 1                                | .437                             | 24                               | .243                             | 115                              | 4.33                             |
| 1998년      | 호시노 센이치                     | 2위                              | 136                              | 75                               | 60                               | 1                                | .556                             | 4                                | .248                             | 100                              | 3.14                             |
| 1999년      | 호시노 센이치                     | 1위                              | 135                              | 81                               | 54                               | 0                                | .600                             | -                                | .263                             | 120                              | 3.39                             |
| 2000년      | 호시노 센이치                     | 2위                              | 135                              | 70                               | 65                               | 0                                | .519                             | 8                                | .266                             | 111                              | 4.19                             |
| 2001년      | 호시노 센이치                     | 5위                              | 140                              | 62                               | 74                               | 4                                | .456                             |                                  | .253                             | 98                               | 3.48                             |
| 2002년      | 야마다 히사시                     | 3위                              | 140                              | 69                               | 66                               | 5                                | .511                             | 15.5                             | .257                             | 125                              | 3.19                             |
| 2003년      | 야마다 히사시                     | 2위                              | 140                              | 73                               | 66                               | 1                                | .525                             | 14.5                             | .268                             | 137                              | 3.80                             |
| 2004년      | 오치아이 히로미쓰                 | 1위                              | 138                              | 79                               | 56                               | 3                                | .585                             | -                                | .274                             | 111                              | 3.86                             |
| 2005년      | 오치아이 히로미쓰                 | 2위                              | 146                              | 79                               | 66                               | 1                                | .545                             | 10                               | .269                             | 139                              | 4.13                             |
| 2006년      | 오치아이 히로미쓰                 | 1위                              | 146                              | 87                               | 54                               | 5                                | .617                             | -                                | .270                             | 139                              | 3.10                             |
| 2007년      | 오치아이 히로미쓰                 | 2위                              | 144                              | 78                               | 64                               | 2                                | .549                             | 1.5                              | .261                             | 121                              | 3.59                             |
| 2008년      | 오치아이 히로미쓰                 | 3위                              | 144                              | 71                               | 68                               | 5                                | .511                             | 12                               | .253                             | 140                              | 3.53                             |
| 2009년      | 오치아이 히로미쓰                 | 2위                              | 144                              | 81                               | 62                               | 1                                | .566                             | 12                               | .258                             | 136                              | 3.17                             |
| 2010년      | 오치아이 히로미쓰                 | 1위                              | 144                              | 79                               | 62                               | 3                                | .560                             | -                                | .259                             | 119                              | 3.29                             |
| 2011년      | 오치아이 히로미쓰                 | 1위                              | 144                              | 75                               | 59                               | 10                               | .560                             | -                                | .228                             | 82                               | 2.46                             |
| 2012년      | 다카기 모리미치                   | 2위                              | 144                              | 75                               | 53                               | 16                               | .586                             | 10.5                             | .245                             | 70                               | 2.58                             |
| 2013년      | 다카기 모리미치                   | 4위                              | 144                              | 64                               | 77                               | 3                                | .454                             | 22                               | .245                             | 111                              | 3.81                             |
| 2014년      | 다니시게 모토노부                 | 4위                              | 144                              | 67                               | 73                               | 4                                | .479                             | 13.5                             | .258                             | 87                               | 3.69                             |
| 2015년      | 다니시게 모토노부                 | 5위                              | 143                              | 62                               | 77                               | 4                                | .446                             | 13                               | .253                             | 71                               | 3.19                             |
| 2016년      | 다니시게 모토노부                 | 6위                              | 143                              | 58                               | 82                               | 3                                | .414                             | 30.5                             | .245                             | 89                               | 3.65                             |
| 2017년      | 모리 시게카즈                     | 5위                              | 143                              | 59                               | 79                               | 5                                | .428                             | 28.5                             | .247                             | 111                              | 4.05                             |
| 2018년      | 모리 시게카즈                     | 5위                              | 143                              | 63                               | 78                               | 2                                | .447                             | 19                               | .265                             | 97                               | 4.36                             |
| 2019년      | 요다 쓰요시                       | 5위                              | 143                              | 68                               | 73                               | 2                                | .482                             | 9                                | .263                             | 90                               | 3.72                             |
| 2020년      | 요다 쓰요시                       | 3위                              | 120                              | 60                               | 55                               | 5                                | .522                             | 8.5                              | .252                             | 70                               | 3.84                             |
| 2021년      | 요다 쓰요시                       | 5위                              | 143                              | 55                               | 71                               | 17                               | .437                             | 18.5                             | .237                             | 69                               | 3.22                             |
| 2022년      | 다쓰나미 가즈요시                 | 6위                              | 143                              | 66                               | 75                               | 2                                | .468                             | 15                               | .247                             | 62                               | 3.28                             |
| 2023년      | 다쓰나미 가즈요시                 | 6위                              | 143                              | 56                               | 82                               | 5                                | .406                             | 29                               | .234                             | 71                               | 3.08                             |

- 2023년 시즌 종료 기준, 순위에서 굵은 글씨는 일본 시리즈 우승.
- 통산 성적 : 5519승 379무 5278패(승률 .511)

## 구단 기록

### 경기·승패·승률에 관한 기록

1950년부터 현재까지의 팀 순위, 붉은점은 일본 시리즈 우승을 나타냄

- 리그 우승 : 9회

(1954년, 1974년, 1982년, 1988년, 1999년, 2004년, 2006년, 2010년 ~ 2011년)
- 일본 시리즈 우승 : 2회

(1954년, 2007년)
- 클라이맥스 시리즈 우승 : 3회

(2007년, 2010년 ~ 2011년)
※ 2007년부터 처음으로 센트럴 리그에 도입된 클라이맥스 시리즈에서는 2012년까지 6년 연속 파이널 (2nd) 스테이지에 진출했다.
- 아시아 챔피언 : 1회

(2007년)
- A클래스 : 50회
  - 단일 리그 시대 : 3회(1938년 추계, 1943년, 1947년)
  - 양대 리그제 이후 : 47회(1950년 ~ 1959년, 1961년 ~ 1963년, 1965년 ~ 1967년, 1971년 ~ 1975년, 1977년, 1979년, 1982년, 1984년, 1987년 ~ 1989년, 1991년, 1993년 ~ 1994년, 1996년, 1998년 ~ 2000년, 2002년 ~ 2012년, 2020년)
- B클래스 : 38회
  - 단일 리그 시대 : 11회(1937년 춘계 ~ 1938년 춘계, 1939년 ~ 1942년, 1944년 ~ 1946년, 1948년 ~ 1949년)
  - 양대 리그제 이후 : 27회(1960년, 1964년, 1968년 ~ 1970년, 1976년, 1978년, 1980년 ~ 1981년, 1983년, 1985년 ~ 1986년, 1990년, 1992년, 1995년, 1997년, 2001년, 2013년 ~ 2019년, 2021년 ~ 2023년)
- 최하위 횟수 : 11회(1937년 추계, 1946년,[10] 1948년, 1964년, 1968년, 1980년, 1992년, 1997년, 2016년, 2022년, 2023년)
- 연속 A클래스 진입 최장 기록 : 11년(2002년 ~ 2012년)
- 연속 B클래스 최장 기록 : 5년(2013년 ~ 2017년)
- 최다 승리 : 89승(1950년)
- 최다 패전 : 83패(1948년, 1964년)
- 최다 무승부 : 19무(1982년)
- 최고 승률 : .683(1954년)
- 최저 승률 : .283(1937년 추계)

### 그 외의 기록
- 최소 경기차 : 1.0경기차(1961년, 1994년)
- 최대 경기차 : 34.5경기차(1948년)
- 최다 연승 : 15연승(1955년)
- 최다 연패 : 15연패(1946년)
- 최다 홈런 : 191개(1984년)
- 최소 홈런 : 1개(1937년 춘계)
- 최고 타율 : .282(1984년)
- 최저 타율 : .182(1941년)
- 최고 평균자책점 : 1.41(1943년)
- 최저 평균자책점 : 4.75(1995년)
- 연속 경기 무실점 승리 : 5경기(2010년, 일본 프로 야구 기록)
- 연속 이닝 무실점 : 50(2010년)[11]

## 역대 홈구장
- 고라쿠엔 구장(1948년)
- 주니치 구장(1949년 ~ 1975년)
- 나고야 구장(1976년 ~ 1996년)
- 나고야 돔(1997년 ~ 현재)